# فارنسیل پیروفسفات
فازنسیل پیروفسفات (به انگلیسی: Farnesyl pyrophosphate) با فرمول شیمیایی C۱۵H۲۸O۷P۲ یک ترکیب شیمیایی با شناسه پاب‌کم ۷۰۶ است. که جرم مولی آن ۳۸۲٫۳۲۶ g/mol می‌باشد. 
فارنسیل پیروفسفات (FPP)، همچنین به عنوان فارنسیل دی فسفات (FDP) شناخته می شود، یک واسطه در بیوسنتز ترپن ها و ترپنوئیدها مانند استرول ها و کاروتنوئیدها است. همچنین در سنتز CoQ (بخشی از زنجیره انتقال الکترون)، و همچنین دهیدرودولیکول دی فسفات (پیش ساز دولیکول، که پروتئین ها را برای N-گلیکوزیلاسیون به لومن ER منتقل می کند) استفاده می شود. 
فهرست 
1)بیوسنتز
2)فارماکولوژی
3)ترکیبات مرتبط